# Първа битка на пътя Коруня
Първата битка на пътя Коруня е между 29 ноември и 3 декември 1936 г. по време на Гражданската война в Испания. Националистите се опитват да изолират Мадрид от запад, отрязвайки пътя Коруня, но републиканската армия отблъсква атаката.

## Предпоставки
След неуспеха да превземе Мадрид през ноември 1936 г. и неуспеха да намали морала на населението на столицата чрез въздушни бомбардировки, Франсиско Франко решава да обкръжи града от северозапад, за да прекъсне доставките на вода и електричество от Сиера де Гуадарама. Националистите на Франко, водени от Хосе Енрике Варела, концентрират сили от 7 000 души, подкрепяни от тежка артилерия, включително бомбардировачи Junkers Ju 52/3m. Отбраняващата се републиканска армия е с една бригада.

## Битката
Националистическата офанзива започва на 29 ноември с тежка артилерийска бомбардировка на сектора Посуело с 7 000 легионери и марокански колониални войски, подкрепени от танкове и бомбардировачи Junkers Ju 52/3m. Републиканската бригада първоначално е разбита, но само няколко дни по-късно предприема контраатака, подкрепена от танкове Т-26, възстановява линията на 3 декември.

## Последица
Националистите окупират само Боадила дел Монте и Вилянуева де ла Каняда и не успява да пресече Мадрид от север. След това те решават да концентрират огромни сили, за да продължат офанзивата, която е възобновена на 13 декември и продължава до средата на януари следващата година във Втората битка на пътя Коруна.